# Europese kampioenschappen schaatsen afstanden 2022 - Teamsprint vrouwen
De teamsprint vrouwen op de Europese kampioenschappen schaatsen 2022 werd verreden op vrijdag 7 januari 2022 in ijsstadion Thialf in Heerenveen. Titelverdediger was de Russische ploeg die echter vanwege COVID-19 nog in quarantaine zat. De Nederlandse ploeg trok zich voor de start terug en de Poolse ploeg pakte de winst.

## Uitslag
| #      | Land        | Schaatsers                                            | Tijd    |
| ------ | ----------- | ----------------------------------------------------- | ------- |
| Goud   | Polen       | Karolina Bosiek Andżelika Wójcik Kaja Ziomek          | 1.27,26 |
| Zilver | Wit-Rusland | Anna Nifontova Jekaterina Sloeva Jevgenia Vorobjova   | 1.31,18 |
| Brons  | Noorwegen   | Ane By Farstad Martine Ripsrud Julie Nistad Samsonsen | 1.31,43 |
| 4      | Duitsland   | Katja Franzen Lea-Sophie Scholz Sophie Warmuth        | 1.32,29 |